# Barbro Tano
Ella Barbro Tano (* 30. November 1939 in Pajala) ist eine ehemalige schwedische Skilangläuferin.
Tano, die für den IFK Kiruna startete, nahm an den Olympischen Winterspielen 1968 in Grenoble teil. Dort belegte sie den 18. Platz über 5 km und den zehnten Rang über 10 km. Anfang März 1968 errang sie bei den Lahti Ski Games den zweiten Platz mit der Staffel. Im Jahr 1969 kam sie bei den Svenska Skidspelen in Falun auf den zweiten Platz und im Jahr 1972 in Lycksele auf den dritten Platz mit der Staffel. Bei den Olympischen Winterspielen 1972 in Sapporo lief sie auf den 19. Platz über 5 km und auf den 13. Rang über 10 km. Bei schwedischen Meisterschaften siegte sie im Jahr 1969 über 5 km und 10 km und im Jahr 1972 mit der Staffel von IFK Kiruna.